# Alfredo Hernández
Alfredo Hernández, teljes nevén Alfredo Rafael Hernández García (Mexikó, 1935. június 18. – 2003. január 17.) mexikói válogatott labdarúgó, középpályás.

## Pályafutása
Teljes, egyébként nem túl hosszú klubkarrierje két csapathoz kötődik. Első néhány évében a Club León játékosa volt, majd pályafutása végén a Monterreyben játszott. Előbbi klubbal bajnok, kupa- és szuperkupa-győztes is lett.
A válogatottal két világbajnokságon (1958, 1962) vett részt, összesen pedig hat meccse van a nemzeti csapatban, melyeken öt gólt szerzett.

## Sikerei, díjai
Club León
- Mexikói bajnok: 1955–56
- Mexikói kupa: 1957–58
- Mexikói szuperkupa: 1956